# Jean-Charles Wismick
Jean-Charles Wismick SMM (* 29. November 1963 in Desdunes, Département Artibonite) ist ein haitianischer römisch-katholischer Ordensgeistlicher und Weihbischof in Port-au-Prince.

## Leben
Jean-Charles Wismick absolvierte zunächst ein Postulat bei den Salesianern in Thorland. Später trat er der Ordensgemeinschaft der Montfortaner bei und legte am 8. September 1990 die erste Profess ab. Er studierte Philosophie und Katholische Theologie am Priesterseminar Notre-Dame d’Haïti. Am 15. Januar 1995 empfing er das Sakrament der Priesterweihe.
Wismick war nach der Priesterweihe zunächst als Pfarrvikar der Pfarrei Saint-Georges in Bassin-Bleu im Bistum Port-de-Paix tätig. 1997 wurde er für weiterführende Studien in die USA entsandt, wo er 1999 an der Fordham University in New York City einen Master im Fach Psychologische Beratung erwarb. Neben seinem Studium wirkte er von 1997 bis 2000 als Pfarrvikar der Pfarrei Saint Brigid in Westbury im Bistum Rockville Centre. Nach der Rückkehr in seine Heimat fungierte Wismick von 2000 bis 2005 als Generaldirektor des Collège Notre-Dame de Lourdes der Montfortaner in Port-de-Paix und von 2002 bis 2005 auch als Direktor der Diözesankommission für Gerechtigkeit und Frieden im Bistum Port-de-Paix. Zudem war er von 2002 bis 2006 Provinzialrat und Sekretär des Provinzials der haitianischen Ordensprovinz seiner Ordensgemeinschaft sowie von 2005 bis 2006 Novizenmeister in Lavaud. 2006 setzte Wismick seine Studien an der Fordham University in New York City fort, an der er 2009 einen Master im Fach Bildungswissenschaften erlangte und 2011 bei Akane Zusho mit der Arbeit Immigrant adolescent perceptions of parental and teacher autonomy: Effects on intrinsic motivation, engagement, and self-regulated learning („Die Wahrnehmung der Autonomie der Eltern und Lehrer durch Jugendliche mit Migrationshintergrund: Auswirkungen auf intrinsische Motivation, Engagement und selbstreguliertes Lernen“) im Fach Psychologie promoviert wurde. Ferner erwarb er 2011 ein Diplom in geistlicher Begleitung. Von 2011 bis 2012 absolvierte er einen Postdoc-Aufenthalt an der Harvard University. Parallel zu seinem Studium war er als Pfarrvikar der Pfarreien St. Anne in Brentwood (2006–2019) und Saint Brigid in Westbury (2009–2012) tätig.
Von 2012 bis 2017 fungierte Wismick als Vizerektor der Université Notre-Dame d’Haïti in Port-au-Prince, an der er auch als Professor lehrte. Außerdem leitete er in dieser Zeit das Centre Montfortaine in Turgeau und das Zentrum für Evangelisierung, Spiritualität und mentale Gesundheit. Zudem war er von 2013 bis 2017 Pfarrer der Pfarrei Saint-Louis de France in Turgeau. Überdies gehörte er von 2012 bis 2015 dem Provinzialrat der haitianischen Ordensprovinz seiner Ordensgemeinschaft an. Von 2017 bis 2023 wirkte Wismick als Generalvikar der Montfortaner und als Generalassistent für Nordamerika, Lateinamerika und die Karibik. Ferner leitete er ab 2017 die internationale Kinderschutzkommission seiner Ordensgemeinschaft in Rom. Darüber hinaus lehrte er an der Päpstlichen Universität Gregoriana in Rom.
Am 31. Mai 2024 ernannte ihn Papst Franziskus zum Titularbischof von Lestrona und zum Weihbischof in Port-au-Prince. Der Erzbischof von Port-au-Prince, Max Leroy Mésidor, spendete ihm und Louis-Jean Sander am 3. August desselben Jahres in der Pfarrkirche Saint-Pierre in Pétionville die Bischofsweihe; Mitkonsekratoren waren der Bischof von Les Cayes, Chibly Kardinal Langlois, und der Bischof von Fort-Liberté, Quesnel Alphonse SMM.

## Schriften
- Immigrant adolescent perceptions of parental and teacher autonomy: Effects on intrinsic motivation, engagement, and self-regulated learning. Fordham University, New York City 2012, OCLC 1160177163.